# Макгрю (Небраска)
Макгрю (англ. McGrew) — селище (англ. village) в США, в окрузі Скоттс-Блафф штату Небраска. Населення — 75 осіб (2020).

## Географія
Макгрю розташований за координатами 41°44′52″ пн. ш. 103°25′4″ зх. д. / 41.74778° пн. ш. 103.41778° зх. д. (41.747743, -103.417837).  За даними Бюро перепису населення США у 2010 році селище мало площу 0,93 км², уся площа — суходіл.

## Історія
Макгрю було зареєстровано як село в 1911 році, коли до нього було прокладено залізницю Union Pacific Railroad .

## Демографія
Згідно з переписом 2010 року, у селищі мешкало 105 осіб у 40 домогосподарствах у складі 27 родин. Густота населення становила 113 особи/км².  Було 44 помешкання (47/км²).
Расовий склад населення:
| - 92,4 % — білих - 3,8 % — корінних американців - 1,0 % — вихідців з тихоокеанських островів - 1,0 % — чорних або афроамериканців - 1,9 % — осіб інших рас |

До двох чи більше рас належало 0,0 %. Частка іспаномовних становила 2,9 % від усіх жителів.
За віковим діапазоном населення розподілялося таким чином: 28,6 % — особи молодші 18 років, 57,1 % — особи у віці 18—64 років, 14,3 % — особи у віці 65 років та старші. Медіана віку мешканця становила 40,3 року. На 100 осіб жіночої статі у селищі припадало 94,4 чоловіків;  на 100 жінок у віці від 18 років та старших — 97,4 чоловіків також старших 18 років.
Середній дохід на одне домашнє господарство  становив 35 372 долари США (медіана — 18 750), а середній дохід на одну сім'ю — 49 022 долари (медіана — 45 000). За межею бідності перебувало 14,9 % осіб, у тому числі 0,0 % дітей у віці до 18 років та 58,3 % осіб у віці 65 років та старших.
Цивільне працевлаштоване населення становило 33 особи. Основні галузі зайнятості: роздрібна торгівля — 27,3 %, оптова торгівля — 24,2 %, освіта, охорона здоров'я та соціальна допомога — 12,1 %, мистецтво, розваги та відпочинок — 9,1 %.